# إلينا فورمان
إلينا فورمان (بالبيلاروسية: Алена Крывашэенка)‏ هي مجدفة بيلاروسية، ولدت في 8 مايو 1991 في مينسك في روسيا البيضاء.

## وصلات خارجية
- إلينا فورمان على موقع الاتحاد الدولي للتجديف (الإنجليزية)
- إلينا فورمان على موقع اللجنة الأولمبية الدولية (الإنجليزية)
- إلينا فورمان على موقع أوليمبيديا (الإنجليزية)